# Macaista
Patuá oder Macanesisch (Macaista Chapado) ist eine Kreolsprache, die auf der portugiesischen Sprache aufbaut und in Macau gesprochen wird. Sie ist die traditionelle Sprache der Macanesen.
Patuá ist unter Linguisten unter vielen verschiedenen Namen bekannt, u. a. Macaista Chapado („das reine Macanesisch“), Macao Creole, Macaense, Papia Cristam di Macau („christliche Sprache Macaus“), Dóci Língu di Macau („süße Sprache Macaus“), und Doci Papiaçam („süße Sprache“). In Patuá bedeutet papia „sprechen“, so wie in anderen portugiesischen Kreolsprachen auch. Und „süße Sprache“ ist ein Spitzname für Portugiesisch, den sie von Cervantes erhielt.
Manche Macanesen sind sehr stolz auf die Tatsache, dass Macau seine eigene lokale Sprache hat – etwas, was Hongkong beispielsweise nicht hat. Sie argumentieren, dass Macaus Status als Kulturstadt, als einer der ältesten Treffpunkte des Orients auf der Welt und des Abendlandes eine energische Kultivierung der macanesischen Sprache rechtfertigen, und dass Patuá es verdiene, in das „Rote Buch der gefährdeten Sprachen“ der UNESCO eingetragen zu werden als ein Mittel, das öffentliche Bewusstsein seiner bedrohten Existenz zu verinnerlichen.

## Geschichte
Der portugiesische Ausdruck Patuá ist aus dem französischen Wort Patois abgeleitet, das in etwa so viel bedeutet wie „raue Sprache“. In seinem heutigen Gebrauch kennzeichnet patois in vielen europäischen Sprachen häufig die Sprache der einfachen Leute einer Region, die sich in verschiedenen Aspekten von der Standardsprache des restlichen Landes unterscheidet.
Macaus Patuá fing an, sich schrittweise zu entwickeln, nachdem die Portugiesen die Südspitze der Halbinsel um 1557 besiedelten. Die portugiesische Besiedlung in Malacca begann im Jahre 1511, fast ein Jahrhundert früher als in Macau. In Malacca heirateten portugiesische Männer malaysische Frauen, was eine lokale portugiesisch-malaiische Kreolsprache zur Folge hatte, die allgemein als „Papia Kristang“ oder Cristão („christliche Sprache“) bekannt wurde, und auch heute noch von schätzungsweise 1.000 Leuten in Malaysia und Singapur gesprochen wird. Papia Kristang ist grammatikalisch dem Malaiischen sehr nahe, aber sein Vokabular leitet sich hauptsächlich aus dem Portugiesischen ab.
Obwohl die Niederländer Malacca den Portugiesen im Jahre 1641 abnahmen, hat die Papia Kristang seitdem als eine aktiv gesprochene Muttersprache überlebt. Die portugiesisch-malaiische Kreolsprache hatte im 17. Jahrhundert einen großen Einfluss auf die Entwicklung des Patuá Macaus, insbesondere im Hinblick auf sein reichhaltiges malaiisches Vokabular.
Ab dem späten 16. Jahrhundert „verpflanzten“ portugiesisch-eurasische Siedler aus Malacca ihre Kreolsprache nach Macau.
Die portugiesische Besiedlung in Malacca sowie ihre portugiesisch-malaiische Kreolsprache waren eine beschleunigende Grundlage für die Gründung einer portugiesischen Siedlung in Macau in der zweiten Hälfte des 16. Jahrhunderts. Deshalb ist Patuá stark vom Malaiischen beeinflusst, abgesehen von einigen bedeutsamen Einflüssen aus dem Kantonesischen, einigen indischen Sprachen, Englisch, Japanisch, Spanisch und einem Bündel weiterer europäischer und asiatischer Sprachen. Auf eine Art ist Patuá ein einzigartiger cocktail europäischer und asiatischer Sprachen, die auf die eine oder andere Weise Einfluss auf Macaus gesellschaftliche und kaufmännische Entwicklung zwischen dem 16. und 19. Jahrhundert hatten.
Patuá genoss seine beste Zeit als Hauptkommunikationssprache unter Macaus eurasischen Einwohnern zwischen dem 17. und dem 19. Jahrhundert. Jedoch war die absolute Anzahl der Sprecher auch zu dieser Zeit verhältnismäßig gering; vermutlich belief sie sich immer nur auf tausende oder zehntausende von Leuten.
Im späten 19. und frühen 20. Jahrhundert wird Patuá noch immer von einigen tausend Personen in Macau, Hongkong und andernorts als Muttersprache gesprochen. Zu dieser Zeit wurde Patuá von seinen Benutzern bewusst von der „metropolischen“ portugiesischen Standardsprache unterschieden. Im frühen 20. Jahrhundert wurde Patuá auf ironische Weise verwendet, z. B. in verspottenden Sketchen, die sich über Persönlichkeiten der Verwaltung oder über koloniale Staatsbeamte aus Portugal lustig machten.

## Beispiele
Dies ist ein Beispiel aus einem Gedicht auf Patuá:
| Nhonha na jinela  | Junge Dame am Fenster                         |
| Co fula mogarim   | Mit einem Jasminenstrauch                     |
| Sua mae tancarera | Ihre Mutter ist eine chinesische Fischersfrau |
| Seu pai canarim   | Ihr Vater ist ein portugiesischer Indianer    |